# Infanticídio feminino no Paquistão

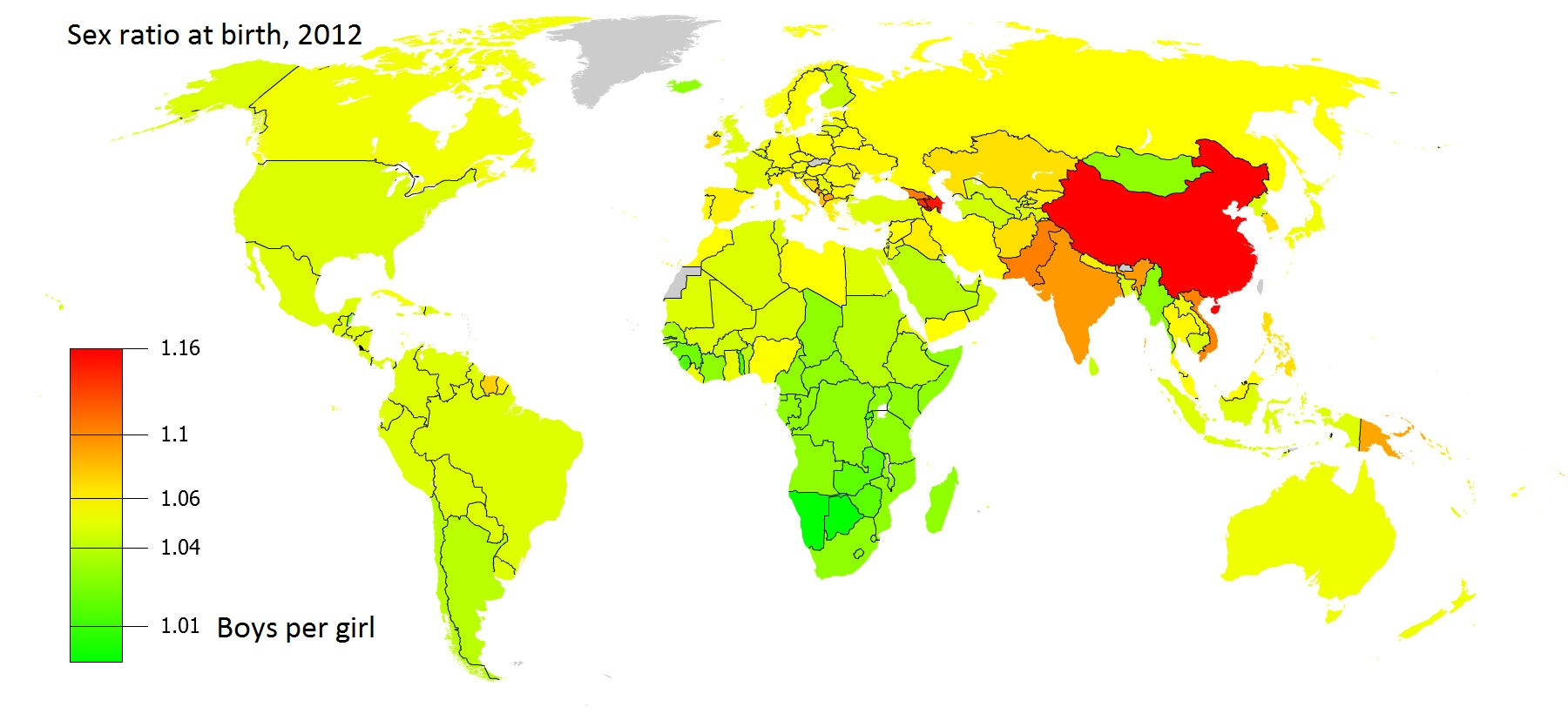
Mapa-múndi das proporções de sexo no nascimento, 2012

O infanticídio feminino no Paquistão era uma prática comum no subcontinente indo-paquistanês. Mas não é mais uma prática comum tanto no Paquistão quanto na Índia por meio de medidas tomadas pelas polícias locais e governos e portarias feitas em ambos os vizinhos.

## História
Durante o século 19, no noroeste da Índia britânica, um quarto da população preservou apenas metade das filhas, enquanto outros 3/4 da população tinham proporção sexual equilibrada. Havia 118 homens por 100 mulheres. Isso é comparável à proporção sexual do final do século 20 na área, agora dividida entre a Índia e o Paquistão.

## Preferência do filho
Da mesma forma que em outros países do sul da Ásia, as famílias paquistanesas têm uma forte preferência por filhos. A fertilidade dos pais permanece incompleta até e a menos que o número desejado de meninos nasça. A preferência pelo filho prevalece nas áreas rurais, devido à herança masculina das terras agrícolas, sendo os homens vistos como mais aptos para trabalhar a terra. Os meninos geralmente têm melhor acesso a recursos, saúde e educação. A seleção de sexo pré-natal é mais comum entre as classes mais altas que têm acesso a cuidados médicos e tecnologia, enquanto o abuso após o nascimento (infanticídio e abandono) é mais comum entre as classes mais baixas. As meninas indesejadas são muitas vezes forçadas a casar cedo. A preferência pelo filho tem efeito sobre o status das mulheres paquistanesas. As mulheres que têm pelo menos um filho têm maior poder de decisão na tomada de decisões domésticas. De acordo com pesquisas e estatísticas paquistanesas, o Paquistão testemunhou 40 milhões de abortos de crianças do sexo feminino nos últimos 50 anos.

## Dote
As famílias muitas vezes não querem filhas porque se espera que elas paguem o dote no casamento. A doação e a expectativa de um dote fazem parte da cultura, com a maioria dos casamentos em todas as regiões do Paquistão envolvendo a transferência de um dote da família da noiva para a família do noivo. Conflitos relacionados ao dote muitas vezes levam à violência. Com mais de 2.000 mortes relacionadas ao dote por ano e taxas anuais superiores a 2,45 mortes por 100.000 mulheres por violência relacionada ao dote, o Paquistão tem o maior número relatado de taxas de mortalidade por dote por 100.000 mulheres no mundo.

## Cultura de honra familiar
O Paquistão tem uma forte 'cultura de honra', onde uma mulher pode facilmente manchar a 'honra' e 'reputação' de sua família através de certos comportamentos (muitas vezes relacionados à castidade), sejam esses comportamentos reais ou suspeitos pela comunidade. A honra familiar é um conceito abstrato que envolve a qualidade percebida de dignidade e respeitabilidade que afeta a posição social e a autoavaliação de um grupo de pessoas relacionadas, tanto corporativa quanto individualmente. A família é vista como a principal fonte de honra e a comunidade valoriza muito a relação entre honra e família. A conduta dos familiares reflete na honra familiar e na forma como a família se percebe e é percebida pelos demais. Os crimes de honra no Paquistão são conhecidos localmente como karo-kari. Um crime de honra é o homicídio de um membro de uma família ou grupo social por outros membros, devido à crença de que a vítima trouxe desonra à família ou comunidade. A morte da vítima é vista como uma forma de restaurar a reputação e a honra da família. Para evitar tais problemas relacionados à cultura da honra, as famílias rejeitam totalmente a ideia de ter filhas.

## Aborto seletivo por sexo
O aborto seletivo por sexo - a prática de interromper uma gravidez com base no sexo feminino do feto - está acontecendo no Paquistão, embora seja ilegal. O aborto é ilegal no Paquistão, exceto se necessário para preservar a vida ou a saúde da mulher grávida.
Em 2017, duas organizações paquistanesas (Fundação Edhi e Fundação Chhipa Welfare) descobriram grandes casos de infanticídio em cidades paquistanesas. O infanticídio foi principalmente de crianças do sexo feminino. As razões dada pelas autoridades locais foram a pobreza e os costumes locais, onde os meninos são preferidos às meninas. No entanto, a grande descoberta em Karachi mostra que muitas das crianças do sexo feminino foram mortas por causa dos clérigos islâmicos locais, que ordenaram que bebês fora do casamento fossem desconsiderados. No Islã, bebês nascidos fora do casamento são considerados um pecado.

## Prevalência
De acordo com uma estimativa do final do século 20, cerca de 3,1 milhões de meninas estão "faltando" no Paquistão. A extensão em que isso é atribuível ao infanticídio é contestada.
Em 1998, 391 meninas foram encontradas mortas, cerca de 68 em 1999, 59 em 2000, 51 em 2001 e 39 em 2002. O número de infanticídios, principalmente de meninas, está aumentando, segundo a Fundação Edhi. Eles sabem de 890 recém-nascidos mortos em 2008, 999 em 2009 e cerca de 1.210 em 2010, e isso conta apenas as grandes cidades.